# Rosimar Amâncio
Rosimar Amâncio (* 2. Juli 1984 in São Lourenço), auch Bill genannt, ist ein brasilianischer Fußballspieler.

## Karriere
Seinen ersten Vertrag unterschrieb Bill 2006 bei CA Bragantino, einem Verein, der in São Paulo beheimatet ist. 2007 verließ er den Verein und schloss sich Adap Galo Maringá Football Club an. 2008 kehrte er wieder nach Bragantino zurück. Hier wurde er 2008 an den chinesischen Verein Shanghai Shenxin FC für ein Jahr ausgeliehen. 2009 ging er wieder in seine Heimat Brasilien. Hier spielte er von 2009 bis 2013 für Corinthians São Paulo, Coritiba FC und den FC Santos. 2013 ging er kurzzeitig nach Saudi-Arabien zum dortigen al-Ittihad Club (Jeddah), um im gleichen Jahr wieder nach Brasilien zurückzukehren. Hier spielte er von 2013 bis 2015 für Coritiba FC, Ceará SC und Botafogo FR. 2015 zog es ihn nach Asien. Hier unterschrieb er einen Vertrag  in Südkorea bei Busan IPark. 2016 ging es wieder in die Heimat. Von 2016 bis 2017 spielte er für Ceará SC, Figueirense FC und América FC (MG). 2018 wechselte er wieder nach Asien. Hier unterschrieb er einen Vertrag beim thailändischen Erstligisten Ratchaburi Mitr Phol. Nach der Hinserie 2018 wechselte er in den Norden des Landes zum Ligakonkurrenten Chiangrai United. 2018 gewann der mit dem Verein den Thai FA Cup sowie den Thai League Cup. 2019 feierte er mit Chiangrai die thailändische Meisterschaft. Im gleichen Jahr gewann er auch mit Chiangrai zum zweiten Mal den Thai League Cup. Beim Spiel um den Thailand Champions Cup 2020 ging er als Sieger vom Platz. Im April 2021 stand er mit Chiangrai im Endspiel des FA Cup. Das Endspiel gegen den Chonburi FC gewann man im Elfmeterschießen. Am 1. September 2021 spielte er mit Chiangrai um den Thailand Champions Cup. Das Spiel gegen den thailändischen Meister BG Pathum United FC im 700th Anniversary Stadium in Chiangmai verlor man mit 0:1. Zur Rückrunde 2021/22 wechselte er Ende 2021 auf Leihbasis zum Ligakonkurrenten Chiangmai United FC. Nach einer Saison in der ersten Liga musste er mit Chiangmai nach der Saison 2021/22 wieder in die zweite Liga absteigen. Nach dem Abstieg wurde Bill im Juli 2022 wieder für Hinserie 2022/23 vom Chiangmai FC ausgeliehen. Insgesamt betritt Bill 29 Ligaspiele für Chiangmai. Im Januar 2023 kehrte er von der Ausleihe nach Chiangrai zurück. Im gleichen Monat wechselte er ebenfalls auf Leihbasis zum Erstligisten Lamphun Warriors FC. Für die Warriors aus Lamphun bestritt er acht Ligaspiele. Im Sommer 2023 kehrte er nach Chiangrai zurück. Nach insgesamt 98 Erstligaspielen, in denen er 56 Tore erzielte, wurde sein Vertrag im Januar 2024 nicht verlängert.

## Erfolge
América Mineiro
- Campeonato Paranaense: 2017

Coritiba FC
- Campeonato Paranaense: 2010
- Copa do Brasil: 2011
- Campeonato Paranaense: 2011, 2010

FC Santos
- Recopa Sudamericana: 2012

Botafogo FR
- Campeonato Carioca: 2015 – Finalist

Ceará SC
- Campeonato Cearense de Futebol: 2014
- Copa do Nordeste: 2014 – Finalist

Ittihad FC
- King Cup (Saudi-Arabien): 2013

Chiangrai United
- Thailändischer Meister: 2019
- Thailändischer Pokalsieger: 2018, 2020/21
- Thailändischer Ligapokalsieger: 2018
- Thailändischer-Champions-Cup-Sieger: 2020

## Auszeichnungen
Ceará
- Torschützenkönig Série B: 2016 (15 Tore)